# 娄宿一
娄宿一，即白羊座β （β Ari，拜耳命名法）或白羊座6（佛兰斯蒂德命名法），是一个位于白羊座的联星系统，距离地球59.6光年。
娄宿一的视星等为+2.66，主星的光谱类型是A5V（白色主序星）。它拥有一颗光谱联星白羊座βb，轨道周期为107天，轨道离心率为0.88。根据观测资料对这个伴星的质量进行估计，提示它可能是一颗G型恒星。
白羊座β在中国星官系统中属于西方白虎七宿中娄宿的第一星，因此被称为娄宿一。在西方的传统名为Al Sharatan，来自于阿拉伯语الشراطان。